# 조던 픽퍼드
조던 리 픽퍼드(영어: Jordan Lee Pickford, 1994년 3월 7일~)는 잉글랜드의 축구 선수로 포지션은 골키퍼이다. 현재 프리미어리그의 에버턴 FC와 잉글랜드 축구 국가대표팀 소속으로 활동하고 있다.
선덜랜드 유소년팀 출신으로 달링턴, 알프레턴 타운, 버턴 앨비언, 칼라일 유나이티드, 브래드퍼드 시티, 프레스턴 노스 엔드에서 임대 생활을 보냈으며, 복귀 이후 2016년 1월 아스널과의 FA컵 경기에서 선덜랜드 소속으로 첫 성인팀 데뷔전을 치렀다.
2017년 골키퍼 역대 이적료 3위에 해당하는 금액인 £25m에 에버턴으로 이적하였다.

## 수상

#### 잉글랜드
- 툴롱 토너먼트 : 2016

### 개인
- 에버튼 올해의 선수 : 2017–18, 2021–22
- 에버튼 올해의 영플레이어 : 2017–18
- 잉글랜드 올해의 U21 선수 : 2017
- UEFA 네이션스리그 파이널 베스트 : 2019
- 프리미어리그 올해의 세이브 : 2021-22
- 프리미어리그 이 달의 세이브 2회
- 2018년 FIFA 월드컵 맨 오브 더 매치 : vs. 스웨덴 (8강전)